# Xã Greenfield, Quận Erie, Pennsylvania
Xã Greenfield (tiếng Anh: Greenfield Township) là một xã thuộc quận Erie, tiểu bang Pennsylvania, Hoa Kỳ. Năm 2010, dân số của xã này là 1.933 người.